# Life and a Day
Pour plus de détails, voir Fiche technique et Distribution.
Life and a Day (en persan : ابد و یک روز, romanisé : Abad va yek rooz) est un film dramatique iranien écrit et réalisé par Saeed Roustaee et sorti en 2016.
Le film est projeté pour la première fois au 34e Festival du film de Fajr et y remporte sept prix sur dix nominations.
En Iran, il est sorti en salles le 16 mars 2016.

## Fiche technique
- Titre original : Abad va yek rooz
- Titre français : Life and a Day
- Réalisation : Saeed Roustaee
- Scénario : Saeed Roustaee
- Photographie : Ali Ghazi
- Montage : Bahram Dehghani
- Musique : Omid Raiesdana, Hojjat Hassanpour Sargroui
- Pays de production : Iran
- Langue originale : persan
- Format : couleur
- Genre : drame
- Durée : 112 minutes
- Dates de sortie :  
  - Iran : 2 février 2016 (Fajr Film Festival)

## Distribution
- Payman Maadi : Morteza (as Peyman Moaadi)
- Navid Mohammadzadeh : Mohsen
- Parinaz Izadyar : Somayeh
- Shabnam Moghadami : Azam
- Rima Raminfar : Shahnaz
- Mahdi Gorbani : Navid[4]
- Masoumeh Rahmani : Leïla
- Shirin Yazdanbakhsh : la mère